# Língua caqchiquel
A língua Kaqchikel, or Caqchiquel é uma  língua Ameríndia da América Central. É do ramo Quicheano-Mameano das Línguas maias. É falada pelo povo índio Kaquchiquel da Guatemala Central. É relacionada com as línguas Quiché e Tsutuil.

## Sílaba
Caqchiquel tem várias restyrições na sua estrutura silábica. As mais comuns são CV (Consoante + Vogal) e C-V-C. As sílabas só V (vogal sozinha) ou V-C não são permitidas foneticamente; uma sílaba que é concebível é aquela iniciada por uma vogal seguida por uma oclusiva glotal, porém, isso não se reflete sempre na ortografia padrão ou na percepção fonológica das palavras. Enquanto que duas sílabas CVC podem ocorrer juntas numa mesma palavra, verdadeiros conjuntos consoantes são relativamente raros. Quando isso ocorre, normalmente ficam nos limites da palavra e consistem em, ou duas contínuas (uma sonora e uma oclusiva), ou uma fricativa com uma oclusiva, com a oclusiva ficando interna..

## Morfologia e sintaxe
Caqchiquel é uma língua moderadamente Sintética com alguns afixos de língua Fusional. Apresenta-se um forte sistema de Afixação, incluindo tanto sufixos como prefixos. Esses acréscimos ligam-se tanto a substantivos com a verbos; os prefixos são exclusivamente usados na inflexão, enquanto que os sufixos são inflectivos ou derivativos. Prefixos de inflexão são sempre bem curtos, quase sempre um único som, nunca mais de três; os Sufixos podem ser até mais longos. Por causa dessa natureza Sintético-Fusional do caqchiquel, é difícil definir ou discutir a morfologia da língua sem considerar junto a sintaxe, as duas estão muito interrelacionadas.

## Fonologia
Nas tabelas abaixo, cada um dos fonemas do caqchiquel está representado por um caracter ou conjunto de caracteres que o denotam segundo a ortografia padrão desenvolvida pela Academia das Línguas Maias da Guatemala (ALMG) e aceite pelo governo. Quando diferente, o símbolo correspondentes no Alfabeto Fonético Internacional surge entre parêntesis.

### Vogais
Os dialectos do caqchiquel variam um tanto quanto às suas vogais. Cada dialecto tem um conjunto de cinco vogais tensas e uma, duas, quatro ou cinco vogais relaxadas. A tabela abaixo apresenta o sistema maximal com dez vogais como o do dialecto de Sololá.
| Tensas | Relaxadas |                                        |
| ------ | --------- | -------------------------------------- |
| i      | ï [ɪ]     | Vogal anterior fechada não arredondada |
| e      | ë [ɛ]     | Vogal média anterior não arredondada   |
| a      | ä [ɨ]     | Vogal aberta central não arredondada   |
| u      | ü [ʊ]     | Vogal fechada posterior arredondada    |
| o      | ö [ɔ]     | Vogal média posterior arredondada      |

### Consoantes
Como outras línguas maias, o caqchiquel não faz distinção entre oclusivas vocalizadas e mudas e africadas, mas por outro lado faz distinção entre oclusivas e africadas simples e glotais.
As oclusivas e africadas simples (tecnicamente "egressivas pulmónicas) são geralmente mudas e aspiradas no final das palavras e não aspiradas nos restantes casos. As oclusivas e africadas glotalizadas são geralmente ejectivas nos casos de t' , k' , ch' , e tz'  e implosivas nos casos de b'  e q' .
|            | Bilabial | Bilabial    | Alveolar | Alveolar    | Palatal | Palatal     | Velar   | Velar       | Uvular  | Uvular      | Glotal  |  |
| ---------- | -------- | ----------- | -------- | ----------- | ------- | ----------- | ------- | ----------- | ------- | ----------- | ------- |  |
|            | simples  | glotalizada | simples  | glotalizada | simples | glotalizada | simples | glotalizada | simples | glotalizada | simples |  |
| Oclusivas  | p        | b' [ɓ]      | t        | t' [t']     |         |             | k       | k'          | q       | q' [ʠ]      | ' [ʔ]   |  |
| Africadas  |          |             | tz [ʦ]   | tz' [ʦ’]    | ch [ʧ]  | ch' [ʧ’]    |         |             |         |             |         |  |
| Fricativas |          |             | s        | s           | x [ʃ]   | x [ʃ]       |         |             | j [χ]   | j [χ]       |         |  |
| Nasais     | m        | m           | n        | n           |         |             |         |             |         |             |         |  |
| Líquidas   |          |             | l r      | l r         |         |             |         |             |         |             |         |  |
| Deslizes   |          |             |          |             | y [j]   | y [j]       | w       | w           |         |             |         |  |

## Classes de palavras
Caqchiquel tem seis classes principais de palavras e seis classes menores, que se referem coletivamente como “partículas”. As classes maiores são grupos de bases ou raízes à qual se juntam afixos. Essas classes são substantivos, adjetivos, advérbios, verbos transitivos, verbos intransitivos e “posicionais”. Os posicionais do Caqchiquel formam um conjunto de raízes que não são, quando sozinhas, palavras, mas que em conjunto com afixos são usadas para definir relações de posição, de localização. Essas palavras (posicionais) em línguas ocidentais estariam classificadas com adjetivos, advérbios, verbos transitivos e intrasitivos.
As classes ou partículas menores são palavras que não tomam afixos; esses funcionam  com funções adverbiais, dentre eles estando pás partículas interrogativas, palavras afirmativas e negativas, marcadores de tempo e localização, conjunções, preposições e demonstrativos. Além dessas classes reconhecidas oficialmente, há ainda uns poucos grupos de palavras que não se enquadram nos grupos acima. São artigos, pronomes, numerais, afetivos a palavras que indicam medidas. Porém, esses tipos de palavras funcionam em Caqchiquel de forma diferente dos equivalentes em outras línguas, pertencendo a outras classes de palavras.

## Concordância
Caqchiquel apresenta concordância com o Sujeito e com o Objeto de um verbo. Os substantivos concordam também com seus possessores. O padrão da concordância entre sujeito e objeto segue o modelo de Língua ergativa-absolutiva, o que afeta tanto substantivos como verbos. As funções da concordância ergativa inclui a marcação não somente do Sujeito dos verbos transitivos, mas também o que possui o Substantivo. Há dois grupos principais de alomorfia para os marcadores de concordância ergativa, os quais se prefixam ao substantive ou o verbo que modificam. Um conjunto é aplicado nas raízes que iniciam por consoantes, outro grupo para as raízes iniciadas por vogal. As formas mostradas a seguir são encontradas quando o Ergativo
Antes de uma consoante temos::
|           | Singular | Plural |
| --------- | -------- | ------ |
| 1ª pessoa | nu-      | qa-    |
| 2ª pessoa | a-       | i-     |
| 3ª pessoa | ru-      | ki-    |

Antes de uma vogal temos:
|           | Singular | Plural |
| --------- | -------- | ------ |
| 1ª pessoa | w-       | q-     |
| 2ª pessoa | aw-      | iw-    |
| 3ª pessoa | r-       | k-     |

Quando a forma ergative é usada para denotar o sujeito de um verbo transitivo, algumas formas diferem. Antes de Consoante, na 1ª pessoa do singular muda de nu- para in- e na 3ª pessoa do singular ru- se torna u-. Antes de Vogal, na 1ª pessoa do singular w- muda para inw-, 3ª pessoa singular vai mudar de u- para ur-, 1ª pessoa do plural qa- passa a ser w-, 3ª pessoa do plural vai de ki- para a forma kiw-.
A 3ª pessoa singular do ergativo é variável em sua fonologia e o /r/ inicial é muitas vezes omitido, havendo variações entre os diferentes dialetos:
A concordância absolutiva tem três funções: Marca o Sujeito de verbo Intransitivo; o Sujeito de um predicado não verbal; o Objeto de um verbo Transitivo. De forma diferente da concordância Ergativa, isso tem um único grupo de formas, as quais são usadas tanto antes de Consoantes como de Vogais.
|            | Singular | Plural |
| ---------- | -------- | ------ |
| 1ª pessoa  | in-      | oj-    |
| 2ª pessoa  | at-      | ix-    |
| 3rª pessoa | -        | e-     |

Nota-se que a 3ª pessoa singular não é marcada. Em alguns dialetos, uma epêntese é inserida entre o marcador dos estados “incompleto” ou “potencial” e a base (raiz), no mesmo espaço seria ocupado pelo prefixo absolutivo. Porém, isso não é um alofone do marcador da 3ª pessoa absolutiva, mas uma adição fonética que não tem relação com o sistema de marcação de caso.
Também, é importante notar que a marcação dos sujeitos e objetos ocorre somente no verbo, não em quaisquer substantives que possam cumprir papel como constituintes da sentença. As concordâncias podem ocorrer com pronomes, sendo que a língua é Pro-Drop.

## Escrita
Caqchiquel usa o alfabeto latino com as seguintes características:
- Vogais; ‘’A, E, I, O, U com e sem trema.
- Consoantes: não existem as consoantes D, F, G, H, J, V, Z; nem B e C simples; as demais existem; existem também B’, Ch’, K’, Q’, T’ Tz’ e ainda TZ e CH e ‘.

### Reduplicação
Em coqchiquel, o processo morfológico de reduplicação ocorre para compensar a falta de uma palavra que signifique o advérbio muito. Como exemplo, a palavra caqchiquel para grande é /nim/; para dizer algo como muito grande, a forma adjetival é reduplicada para  /nim nim/. Essa forma não é uma única palavra, mas duas palavras separadas, as quais, combinadas, acrescentam um sentido de muito para o adjetivo reduplicado.

### Ordem das palavras
Caqchiquel tem uma Ordem de Palavras em que a “cabeça” (palavra principal) normalmente vem antes de qualquer outro elemento da frase. As seguintes sentenças mostram exemplos de ordem das sentenças, frases determinadoras (DP), frases nominais (NP), frases preposicionais (PP) e frases quantificadoras (QP):
- 1)	X-u-pax-ij  	ri achin	ri  b’ojoy

	(com-3singE)-quebrar-(transit). 	O homem	o pote pot

	‘O homem quebra o pote’
- 2)	[DP Ru-tz’e’ [NP a Xwan]] x-u-k’ux 		ri 	ak’wal.

		      3singErg-cão classe Juan com-3singErg-morde 	a   crianaça

		‘O cão de Juan morde a criança.’
- 3)	K’o 	jun 	ch’oy 	[PP chrij 		ri 	chak’at].

		Existir    um rato   atrás     3sErg da cadeirar

		‘ Existe um rato atrás da cadeira.’
- 4)	A Xwan 	x-u-tij			[QP r-onojel 	ri 	kinäq].

		classe Juan	compl.-3sErg-comer    3sErg-todos os feijões

		‘Juan come todos os feijões.’
As frases apresentam variações consideráveis na sua Ordem de Palavras. A função sintática das palavras é determinada não somente por sua posição no início, no meio ou no fim da frase, mas também pelo seu caráter de “definição”, nível de animação (de ser vivo) e força, e também pela análise lógica do papel desempenhado por cada palavra na sentença. Por exemplo, o verbo “arremessar” com “criança” e “pedra” só pode indicar uma sequencia lógica, não importando a posição das palavras em relação ao verbo. Por essa razão, um constituinte da frase que seja um ser inanimado não pode ser o Sujeito se o outro constituinte for animado. Devido a essas condições, a ordem das palavras em Caqchiquel é relativamente livre e várias dessas ordens podem aparecer sem criar dúvidas quanto ao sentido, ao significado, da frase.
Poss´veis Ordens de Palavras em Caqchiquel são as de Verbo antes (VSO, VOS) e as de Sujeito antes:
- Verbo primeiro (VSO, VOS). Quando o verbo é a primeira palavra e só um dos constituintes é definido, assim esse constituinte funciona como Sujeito. Se ambos forem definidos, então, o mais próximo ao verbo (o que o segue) será o Sujeito; se ambos forem indefinidos, aí o sujeito é o último, o mais afastado do verbo.
- Sujeito primeiro (SVO, SOV). O sujeito será o primeiro somente se for animado e o objeto não o for. Nesse caso a “definitividade” dos dois constituintes não faz diferença, ou seja, esse sujeito pode ser definido ou indefinido, na medida em que for animado e assim ocorrer antes. A ordem entre o verbo e o objeto é livre.

Outros constituintes de uma sentença, como frases adverbiais, agentivas, comitativas e dativas tendem a vir antes, no início, da sentença. Porém, essas frases podem vir mesmo depois do núcleo da sentença, do Predicado.

## Relações linguísticas
Nas hipóteses de Joseph H. Greenberg (em 1987) sobre as línguas ameríndias, a língua caqchiquel é classificada no mesmo ambiente das penutianas, ramo maia da família mexicana. Isso significa que, conforme  J. H. Greenberg, o caqchiquel relaciona-se não só como as línguas da Península de Iucatã e das áreas próximas do México e América Central, mas também com línguas da Califórnia, do sudeste dos Estados Unidos e do litoral noroeste da América do Norte, locais tão longínquos quanto o norte da Colúmbia Britânica.
Essa hipótese de Greenberg recebeu muitas e grandes críticas a partir de muitos linguistas importantes, desde sua publicação. No Dicionário Etimológico Ameríndio de Greenberg há 5 entradas de termos caqchiquel. Quatro dessas nada tem de mais notável, mas a 5ª usa duas palavras, a-ĉin e iŝ-tan, dizendo se tratar de um proto-fonema, *t'ina / t'ana / t'una, cujo significado é "filho/criança/filha" apesar do fato de que a-ĉin já aparecera no mesmo dicionário com significado de "mais velho". Esse é um exemplo de uma falha, um deslize, comumente citado, para mostrar que Greenberg ousa muito em busca de evidências. Em geral, o documentação do  caqchiquel no Dicionário Etimológico Ameríndio serve mais para destacar os problemas dessa hipótese, do que para ajudar a causa de Greenberg.

## Amostra de texto
Konojel ri winaqi' kan kalaxib'en pe ri kolotajïk, ri junan kiq'ij, ri junan kejqalen, junan kich'ojib'al pa kik'aslen, xa achi'el k'a ri kik'ojlen, ri kinojib'al kichajin xa tik'amun k'a chi nimaläj konojel xtikajo' ki'.
Português
Todos seres humanos nascem livres e iguais em dignidade e direitos. Eles são providos de razão e consciência e devem agir uns em relação aos outros dentro de um espírito de fraternidade.
Artigo 1 – Relação Universal dos Direitos do Homem.